# Jovan Kirovski
Jovan Kirovski (Escondido, 18 marzo 1976) è un dirigente sportivo, allenatore di calcio ed ex calciatore statunitense di origine macedone, di ruolo attaccante, sport development director del Milan.

## Carriera

### Giocatore

#### Club
Kirovski è entrato nella squadra giovanile del Manchester United nel 1992, diventando il primo calciatore statunitense a firmare per il club. Ha segnato molte reti nel corso degli anni, soprattutto nel 1996, ma non ha mai potuto debuttare in prima squadra per via della mancata concessione del permesso di lavoro. Dopo quella stagione, infatti, ha firmato per i tedeschi del Borussia Dortmund. Kirovski ha così trascorso le quattro stagioni successive in Germania, giocando sporadicamente. Ha comunque giocato e segnato nella Champions League 1996-1997, diventando così il primo americano ad aggiudicarsi il trofeo. È stato, però, l'unico sussulto della sua avventura tedesca: il Borussia lo ha addirittura ceduto in prestito al Fortunia Colonia, nel 1998.
Nel 2000, ha firmato per i portoghesi dello Sporting, ma ancora una volta è stato utilizzato con parsimonia. Dopo una sola stagione, è tornato in Inghilterra per giocare nel Crystal Palace, all'epoca militante in First Division. Nel 2002, è stato ingaggiato dal Birmingham City, ma dopo due stagioni in cui non ha giocato con regolarità, è tornato negli Stati Uniti, ai Los Angeles Galaxy. Nella Major League Soccer 2004, ha siglato otto reti. Nel 2005, è stato ceduto ai Colorado Rapids, in cambio della loro prima scelta al SuperDraft 2007. Dopo aver giocato anche per i San Jose Earthquakes, è tornato ai Galaxy.

#### Nazionale
Ha debuttato per gli Stati Uniti nel 1994, a soli diciotto anni, in una sfida contro l'Arabia Saudita. Con la selezione a stelle e strisce, ha partecipato alle Olimpiadi 1996 e a due edizioni della Confederations Cup, nel 1999 e nel 2003

### Dirigente
Dal 2013 al gennaio 2024, è stato il direttore tecnico dei Los Angeles Galaxy.
Nel luglio 2024 è nominato sport development director del Milan, svolgendo il ruolo di responsabile del Milan Futuro, neonata seconda squadra del Milan

## Palmarès

### Competizioni nazionali
- Campionato inglese: 2

Manchester United: 1993-94, 1995-96
- Coppa d'Inghilterra: 2

Manchester United: 1993-94, 1995-96
- Charity/Community Shield: 2

Manchester United: 1993, 1994
- Supercoppa di Germania: 1

Borussia Dortmund: 1996
- Supercoppe di Portogallo: 1

Sporting Lisbona: 2000
- Campionato MLS: 1

Los Angeles galaxy: 2005
- MLS Supporters' Shield: 2

Los Angeles galaxy: 2010, 2011
- US Open Cup: 1

Los Angeles Galaxy: 2005

### Competizioni internazionali
- UEFA Champions League: 1

Borussia Dortmund: 1996-1997
- Coppa Intercontinentale: 1

Borussia Dortmund: 1997